# یواس‌اس آبراهام (۱۸۵۸)
یواس‌اس آبراهام (۱۸۵۸) (به انگلیسی: USS Abraham (1858)) یک کشتی بود که طول آن Unknown بود. این کشتی در سال ۱۸۵۸ ساخته شد.